# Federația Mongolă de Fotbal

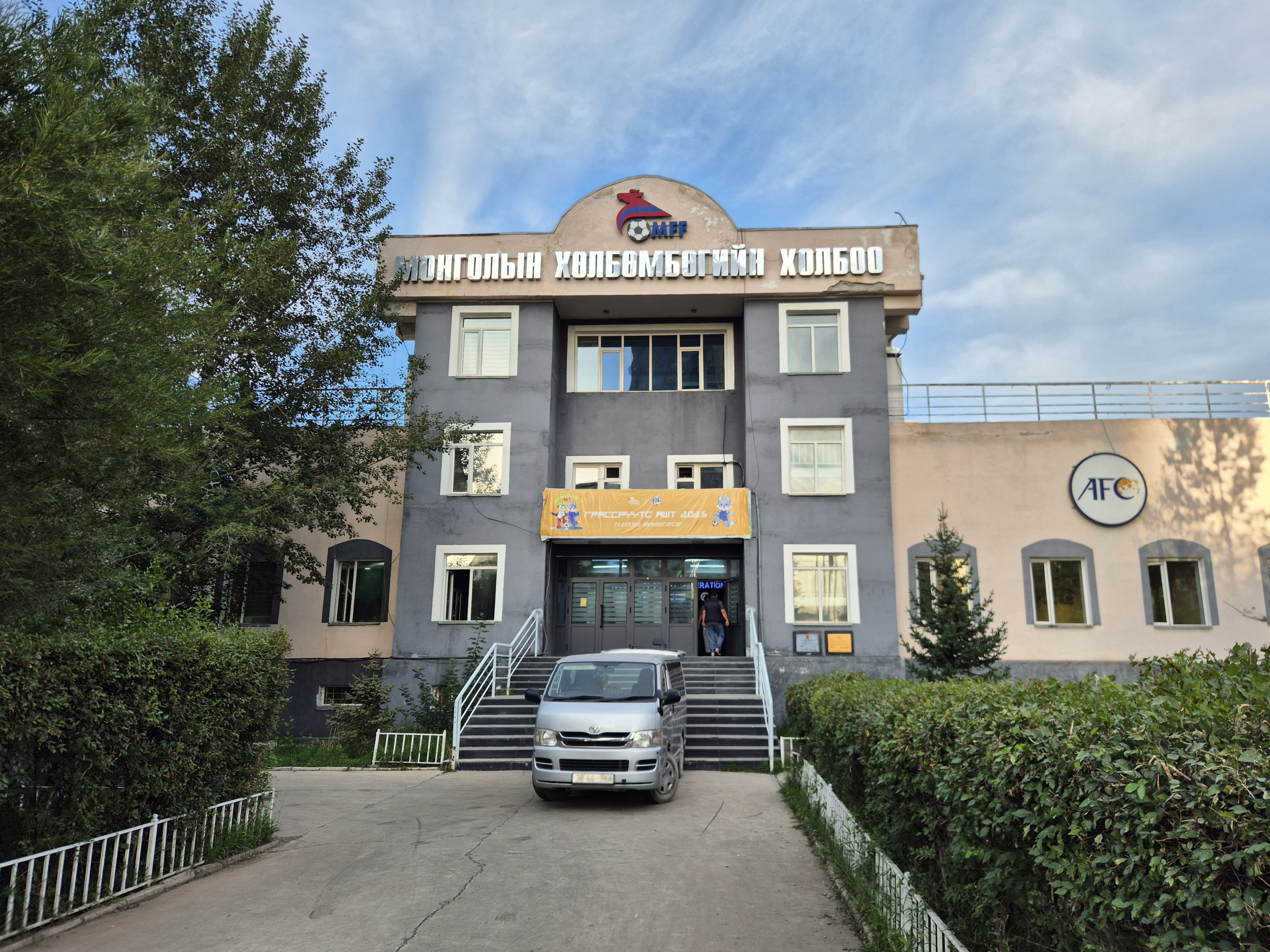
Federația Mongolă de Fotbal

Federația Mongolă de Fotbal (în mongolă: Монголын хөлбөмбөгийн холбоо, abreviat: МХБХ) este forul ce guvernează fotbalul în Mongolia. Se ocupă de organizarea echipei naționale și a altor competiții de fotbal din această țară.